# Fran Silvestre
Fran Silvestre (València, 5 de juliol de 1976) és un arquitecte i dissenyador valencià.
Es va formar en Arquitectura a la Universitat Politècnica de València, i darrerament va cursar una especialització en urbanisme en la Tu/E d'Eindhoven, finalitzant l'any 2001. Es va introduir al món laboral de la mà de les beques de la Fundación Arquia, amb la qual va arribar a l'estudi de l'arquitecte i premi Pritzker Álvaro Siza, on va treballar fins a l'any 2004 quan va tornar a la seua ciutat d'orige.
Al poc d'establir-se va constituir el seu propi estudi, Fran Silvestre Arquitectos, a la vegada que iniciava la seua carrera docent com a professor associat de l'Escola Tècnica Superior d'Arquitectura de la Universitat Politècnica de València, on va arribar a exercir com a subdirector entre els anys 2010 i 2011.
En 2016 va defendre la seua tesi doctoral a la Universitat Politècnica de València, front a un tribunal presidit per Carlos Ferrater, amb Manuel Portaceli com a secretari i Vicenç Sarrablo com a vocal. Aquesta porta per títol Pensando a mano, fabricando en serie. Pioneros del diseño industrial. Transformación y adaptabilidad de las profesiones creativas i va obtenir la qualificació de cum laude.